# Halmstad (Gemeinde)
Koordinaten: 56° 40′ N, 12° 51′ O

Halmstad ist eine Gemeinde (schwedisch kommun) in der schwedischen Provinz Hallands län und der historischen Provinz Halland. Der Hauptort der Gemeinde ist Halmstad.